# Popis stanovništva u Bosni i Hercegovini 1981.
Popis stanovništva u Bosni i Hercegovini je izvršen 1981. godine. Prema popisu stanovništva na površini od 51.197 km2, 1981. godine u Bosni i Hercegovini živjelo je 4.124.256 stanovnika. 
- Broj stanovnika: 4.124.256
- Broj stanovnika ženskog spola: 2.073.343 ( +22.430)
- Broj stanovnika muškog spola: 2.050.913
- Broj žena u odnosu prema broju muškaraca 1011 : 1000
- broj domaćinstava: 1.030.689
- veličina prosječnog domaćinstva: 4.0 člana/domaćinstvu
- gustoća naseljenosti: 80.6 stanovnika/km2
- prosječna starost žena: - godina
- prosječna starost muškaraca: - godine

## Ukupni rezultati po nacionalnoj osnovi
| Stanovništvo Bosne i Hercegovine po naseljima prema popisu iz 1981. godine; Srbi - plava, Muslimani - zelena, Hrvati - narančasta. |  | Stanovništvo Bosne i Hercegovine po naseljima prema popisu iz 1981. godine; Srbi - plava, Muslimani - zelena, Hrvati - narančasta. |
| Stanovništvo Bosne i Hercegovine po naseljima prema popisu iz 1981. godine; Srbi - plava, Muslimani - zelena, Hrvati - narančasta. |  | Stanovništvo Bosne i Hercegovine po općinama prema popisu iz 1981. godine; Srbi - plava, Muslimani - zelena, Hrvati crvena.        |

| Narod                        | Broj      | Udio    |
| Muslimani                    | 1.630.033 | 39.52 % |
| Srbi                         | 1.320.738 | 32.02 % |
| Hrvati                       | 758.140   | 18.38 % |
| Jugoslaveni                  | 326.316   | 7.91 %  |
| Crnogorci                    | 14.114    | 0.34 %  |
| Makedonci                    | 1.892     | 0.05 %  |
| Slovenci                     | 2.755     | 0.07 %  |
| Albanci                      | 4.396     | 0.11 %  |
| Česi                         | 690       | 0.02 %  |
| Talijani                     | 616       | 0.01 %  |
| Židovi                       | 343       | 0.01 %  |
| Mađari                       | 945       | 0.02 %  |
| Nijemci                      | 460       | 0.01 %  |
| Poljaci                      | 609       | 0.01 %  |
| Romi                         | 7.251     | 0.18 %  |
| Rumunji                      | 302       | 0.01 %  |
| Rusi                         | 295       | 0.01 %  |
| Rusini                       | 111       | <0.01 % |
| Slovaci                      | 350       | 0.01 %  |
| Turci                        | 277       | 0.01 %  |
| Ukrajinci                    | 4.502     | 0.11 %  |
| ostali                       | 946       | 0.02 %  |
| nisu se nacionalno izjasnili | 17.950    | 0.34 %  |
| regionalno                   | 3.649     | 0.09 %  |
| nepoznato                    | 26.576    | 0.64 %  |